# 沖縄県道12号線
沖縄県道12号線（おきなわけんどう12ごうせん）は沖縄県中頭郡読谷村字喜名と字高志保とを結ぶ一般県道。

## 概要

### 区間
- 起点：中頭郡読谷村字喜名（国道58号）
- 終点：中頭郡読谷村字高志保（沖縄県道6号線）
- 総延長：3.37km（実延長も同じ）

### 通過自治体
- 中頭郡読谷村

### 交差する路線
- 国道58号（起点）
  - 沖縄西海岸道路（嘉手納バイパス・読谷村座喜味・予定）
- 沖縄県道6号線（終点）

### 主要施設
- 座喜味城跡（読谷村座喜味）
- 読谷郵便局（終点）

### 路線バス
読谷（喜名）線（29番・琉球バス交通と沖縄バスの共同運行）と中部線（62番・琉球バス交通）の喜名経由便のみが全区間通っている。以前は中部循環線も喜名経由のみ通っていたが2003年（平成15年）に廃止された。

## 歴史
- 1953年（昭和28年）に琉球政府道12号線として指定、1972年（昭和47年）の本土復帰と同時に県道12号線となった。
（なお復帰前の12号線は軍道も含めると嘉手納弾薬庫 - 残波岬の区間だった。うち復帰後県道となったのは現在の喜名 - 高志保間だけで、基地外ではもう一つの区間の瀬名波 - 残波岬間は復帰後村道残波線となった。）